# ویلی کانینگهام (بازیکن فوتبال، زاده ۱۹۲۵)
ویلی کانینگهام (انگلیسی: Willie Cunningham; ۲۲ فوریهٔ ۱۹۲۵ – ۲۷ نوامبر ۲۰۰۰) بازیکن فوتبال اهل اسکاتلند بود.
از باشگاه‌هایی که در آن بازی کرده‌است می‌توان به باشگاه فوتبال دانفرملین اتلتیک، باشگاه فوتبال ساوتپورت، و باشگاه فوتبال پرستون نورث اند اشاره کرد.
وی همچنین در تیم‌های ملی فوتبال اسکاتلند بی و اسکاتلند بازی کرده‌است.